# Nowodziel (Białoruś)
Nowodziel (biał. Навадзель, ros. Новодель) – chutor na Białorusi, w obwodzie grodzieńskim, w rejonie grodzieńskim, w sielsowiecie Odelsk.
W dwudziestoleciu międzywojennym leżał w Polsce, jako majątek Ustronie należał do rodziny Tołłoczków (wcześniej do rodu Kliksów) z sąsiednich wówczas Bilmin, w województwie białostockim, w powiecie sokólskim. Po II wojnie światowej chutor został odcięty od wsi Nowodziel przez granicę jałtańską, znajdując się po jej sowieckiej stronie.